# Hornhechtartige
Die Hornhechtartigen (Beloniformes) sind eine Ordnung der Echten Knochenfische (Teleostei). Die meisten Arten leben im Meer. In den Tropen und Subtropen sind sie die dominierende Fischgruppe des Epipelagial. Fast 100 Arten, besonders in Südostasien, leben im Süßwasser und im Brackwasser. Auch da sind es Fische der Wasseroberfläche. Alle Hornhechtartigen leben carnivor von kleineren Fischen, planktonischen Krebstieren und Insekten.
Die Beloniformes sind die Schwestergruppe der Zahnkärpflinge (Cyprinodontiformes). Fossilien von frühen Vertretern dieser Ordnung fand man in Schichten des mittleren Eozän, aus einer Zeit vor 45 Millionen Jahren.

## Merkmale
Die Hornhechtartigen sind schlanke, oft stark langgestreckte Fische mit ovalem bis rundem Körperdurchmesser. Sie werden zwischen zwei Zentimeter und 1,5 Meter (z. B. Tylosurus crocodilus) lang. Der Oberkiefer ist starr und nicht vorstreckbar (nicht protraktil). Der Interarcual-Knorpel, eine Verbindung zwischen der Epibranchiale (der zweite Knochen von oben) des ersten Kiemenbogens und der Infrapharyngobranchiale des zweiten Kiemenbogens, ist klein oder fehlt. Die Epibranchialen des zweiten und dritten Kiemenbogens sind klein. Das Interhyale, ein Schädelknochen, fehlt. Der untere Lobus der Schwanzflosse hat mehr Flossenstrahlen als der obere.

## Systematik

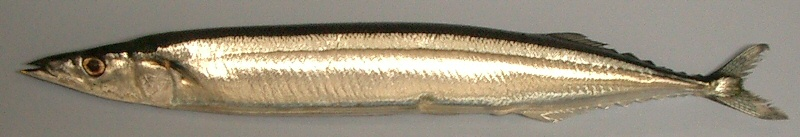
Pazifischer Makrelenhecht (Cololabis saira)

Es gibt zwei Unterordnungen und fünf Familien mit insgesamt 34 Gattungen und etwa 265 Arten.
- Unterordnung Adrianichthyoidei
  - Reisfische (Adrianichthyidae)
- Unterordnung Belonoidei (= Exocoetoidei)
  - Fliegende Fische (Exocoetidae)
  - Hemiramphidae
  - Hornhechte (Belonidae)
  - Zenarchopteridae

In der Vergangenheit wurde außerdem eine eigenständige Familie „Scomberesocidae“ anerkannt. Eine phylogenetische Studie aus dem Jahre 2004 zeigte jedoch, dass diese Teil der Belonidae sind. Außerdem wurden die Zenarchopteridae (die lebendgebärenden Halbschnäbler), bisher eine Unterfamilie der Hemiramphidae, in den Familienstatus erhoben.

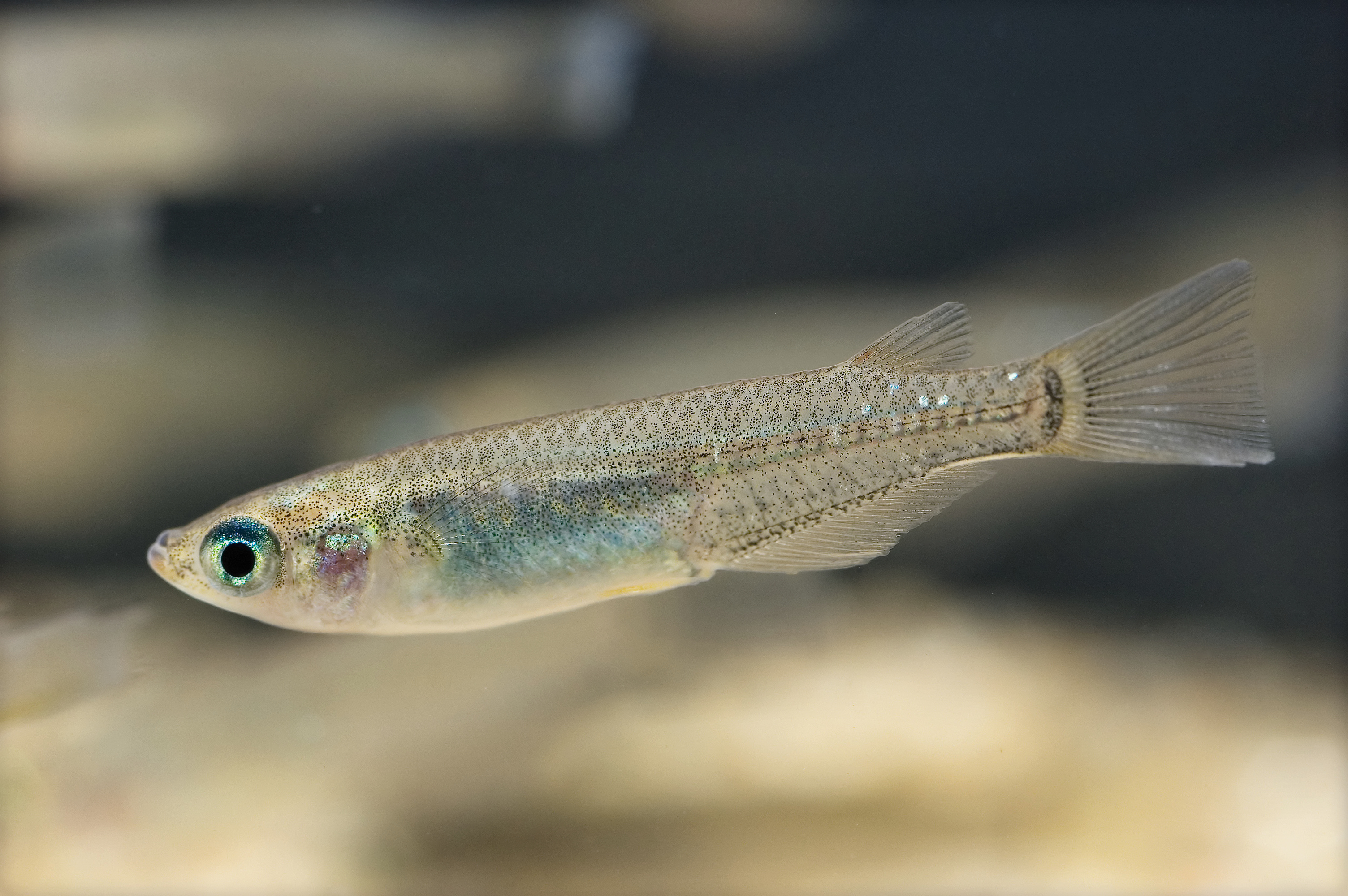
Japanischer Reiskärpfling (Oryzias latipes)

Eine weitere, im November 2021 veröffentlichte Arbeit zeigte, dass auch die verbleibenden Arten der Hemiramphidae kein monophyletisches Taxon sind. Die Schwestergattung von Hemiramphus, der Typusgattung der Hemiramphidae, ist die Gattung Oxyporhamphus. Vier weitere Halbschnäblergattungen (Arrhamphus, Chriodorus, Hyporhamphus und Melapedalion) bilden eine Klade, die die Schwestergruppe aller übrigen Halbschnäblergattungen und der Fliegenden Fische ist. Für diese Halbschnäblerklade wurde der Familienname Hyporhamphidae vorgeschlagen, sie wurde jedoch noch nicht durch eine wissenschaftlich Erstbeschreibung eingeführt. Zwei weitere Halbschnäblergattungen (Euleptorhamphus und Rhynchorhamphus) bilden die Schwestergruppe der Halbschnäblergattungen Hemiramphus und Oxyporhamphus und der Fliegenden Fische. Als Familienname der von Euleptorhamphus und Rhynchorhamphus gebildeten Klade steht die Bezeichnung Euleptorhamphidae zur Verfügung. Der Name wurde 1934 als Unterfamilie Euleptorhamphinae durch den US-amerikanischen Zoologen Henry Weed Fowler eingeführt. Zu den Hemiramphidae sensu stricto gehörten dann nur noch die Gattungen Hemiramphus und Oxyporhamphus.
Das folgende Kladogramm zeigt die innere Systematik der Beloniformes:
|  | Hornhechte (Belonidae) |
|  |                        |
|  | Zenarchopteridae       |
|  |                        |

|  | Euleptorhamphidae (Euleptorhamphus, Rhynchorhamphus)                                                          |
|  | |
|  | \| \| Hemiramphidae (Hemiramphus, Oxyporhamphus) \| \| \| \| \| \| Fliegende Fische (Exocoetidae) \| \| \| \| |
|  | |
|  | Hemiramphidae (Hemiramphus, Oxyporhamphus)                                                                    |
|  | |
|  | Fliegende Fische (Exocoetidae)                                                                                |
|  | |

|  | Hemiramphidae (Hemiramphus, Oxyporhamphus) |
|  |                                            |
|  | Fliegende Fische (Exocoetidae)             |
|  |                                            |

|  | Euleptorhamphidae (Euleptorhamphus, Rhynchorhamphus)                                                          |
|  | |
|  | \| \| Hemiramphidae (Hemiramphus, Oxyporhamphus) \| \| \| \| \| \| Fliegende Fische (Exocoetidae) \| \| \| \| |
|  | |
|  | Hemiramphidae (Hemiramphus, Oxyporhamphus)                                                                    |
|  | |
|  | Fliegende Fische (Exocoetidae)                                                                                |
|  | |

|  | Hemiramphidae (Hemiramphus, Oxyporhamphus) |
|  |                                            |
|  | Fliegende Fische (Exocoetidae)             |
|  |                                            |

|  | Hornhechte (Belonidae) |
|  |                        |
|  | Zenarchopteridae       |
|  |                        |

|  | Euleptorhamphidae (Euleptorhamphus, Rhynchorhamphus)                                                          |
|  | |
|  | \| \| Hemiramphidae (Hemiramphus, Oxyporhamphus) \| \| \| \| \| \| Fliegende Fische (Exocoetidae) \| \| \| \| |
|  | |
|  | Hemiramphidae (Hemiramphus, Oxyporhamphus)                                                                    |
|  | |
|  | Fliegende Fische (Exocoetidae)                                                                                |
|  | |

|  | Hemiramphidae (Hemiramphus, Oxyporhamphus) |
|  |                                            |
|  | Fliegende Fische (Exocoetidae)             |
|  |                                            |

|  | Euleptorhamphidae (Euleptorhamphus, Rhynchorhamphus)                                                          |
|  | |
|  | \| \| Hemiramphidae (Hemiramphus, Oxyporhamphus) \| \| \| \| \| \| Fliegende Fische (Exocoetidae) \| \| \| \| |
|  | |
|  | Hemiramphidae (Hemiramphus, Oxyporhamphus)                                                                    |
|  | |
|  | Fliegende Fische (Exocoetidae)                                                                                |
|  | |

|  | Hemiramphidae (Hemiramphus, Oxyporhamphus) |
|  |                                            |
|  | Fliegende Fische (Exocoetidae)             |
|  |                                            |

|  | Hornhechte (Belonidae) |
|  |                        |
|  | Zenarchopteridae       |
|  |                        |

|  | Euleptorhamphidae (Euleptorhamphus, Rhynchorhamphus)                                                          |
|  | |
|  | \| \| Hemiramphidae (Hemiramphus, Oxyporhamphus) \| \| \| \| \| \| Fliegende Fische (Exocoetidae) \| \| \| \| |
|  | |
|  | Hemiramphidae (Hemiramphus, Oxyporhamphus)                                                                    |
|  | |
|  | Fliegende Fische (Exocoetidae)                                                                                |
|  | |

|  | Hemiramphidae (Hemiramphus, Oxyporhamphus) |
|  |                                            |
|  | Fliegende Fische (Exocoetidae)             |
|  |                                            |

|  | Euleptorhamphidae (Euleptorhamphus, Rhynchorhamphus)                                                          |
|  | |
|  | \| \| Hemiramphidae (Hemiramphus, Oxyporhamphus) \| \| \| \| \| \| Fliegende Fische (Exocoetidae) \| \| \| \| |
|  | |
|  | Hemiramphidae (Hemiramphus, Oxyporhamphus)                                                                    |
|  | |
|  | Fliegende Fische (Exocoetidae)                                                                                |
|  | |

|  | Hemiramphidae (Hemiramphus, Oxyporhamphus) |
|  |                                            |
|  | Fliegende Fische (Exocoetidae)             |
|  |                                            |

|  | Hornhechte (Belonidae) |
|  |                        |
|  | Zenarchopteridae       |
|  |                        |

|  | Euleptorhamphidae (Euleptorhamphus, Rhynchorhamphus)                                                          |
|  | |
|  | \| \| Hemiramphidae (Hemiramphus, Oxyporhamphus) \| \| \| \| \| \| Fliegende Fische (Exocoetidae) \| \| \| \| |
|  | |
|  | Hemiramphidae (Hemiramphus, Oxyporhamphus)                                                                    |
|  | |
|  | Fliegende Fische (Exocoetidae)                                                                                |
|  | |

|  | Hemiramphidae (Hemiramphus, Oxyporhamphus) |
|  |                                            |
|  | Fliegende Fische (Exocoetidae)             |
|  |                                            |

|  | Euleptorhamphidae (Euleptorhamphus, Rhynchorhamphus)                                                          |
|  | |
|  | \| \| Hemiramphidae (Hemiramphus, Oxyporhamphus) \| \| \| \| \| \| Fliegende Fische (Exocoetidae) \| \| \| \| |
|  | |
|  | Hemiramphidae (Hemiramphus, Oxyporhamphus)                                                                    |
|  | |
|  | Fliegende Fische (Exocoetidae)                                                                                |
|  | |

|  | Hemiramphidae (Hemiramphus, Oxyporhamphus) |
|  |                                            |
|  | Fliegende Fische (Exocoetidae)             |
|  |                                            |